# Axinella bidderi
Axinella bidderi är en svampdjursart som beskrevs av Burton 1959. Axinella bidderi ingår i släktet Axinella och familjen Axinellidae.
Artens utbredningsområde är havet utanför Jemen. Inga underarter finns listade i Catalogue of Life.